# Cox, Haute-Garonne
 Cox  là một xã thuộc tỉnh Haute-Garonne trong vùng Occitanie ở tây nam nước Pháp. Xã nằm ở khu vực có độ cao trung bình 291 mét trên mực nước biển.